# جوليان أشتون
جوليان أشتون (بالإنجليزية: Julian Ashton)‏ هو رسام أسترالي، ولد في 27 يناير 1851 في أدلستون في المملكة المتحدة، وتوفي في 27 أبريل 1942.